# Roland De Neve
Roland De Neve (Drongen, 19 februari 1944) is een Belgisch voormalig wielrenner.

## Carrière
De Neve won een bronzen medaille in 1964 op het wereldkampioenschap ploegentijdrit en nam datzelfde jaar deel aan de Olympische Spelen in de ploegenachtervolging en ploegentijdrit. In beide wedstrijden werd de Belgische ploeg 13e.

## Palmares
1964
 Wereldkampioenschap TTT